# 유럽 고속도로 606호선
유럽 고속도로 606호선(European route E606)은 프랑스의 앙굴렘에서 출발하여 보르도까지 이어주는 총 연장이 120 km인 유럽 고속도로 노선망으로, 해당 도로는 B클래스급 간선도로이다.

## 주요 경유지
- 프랑스
  - 앙굴렘 : 유럽 고속도로 603호선
  - 보르도 : 유럽 고속도로 05호선, 유럽 고속도로 70호선, 유럽 고속도로 72호선